# Scotocyma scotopepla
Scotocyma scotopepla är en fjärilsart som beskrevs av Louis Beethoven Prout 1940. Scotocyma scotopepla ingår i släktet Scotocyma och familjen mätare. Inga underarter finns listade.